# El jardín de Rama
El jardín de Rama (1991) es una novela escrita por Gentry Lee y Arthur C. Clarke. Es el tercer libro en la serie de cuatro novelas Rama: Cita con Rama, Rama II, El jardín de Rama, y Rama Revelada, y comienza donde había concluido Rama II.

## Argumento
La novela continúa la historia nueve meses después del final de Rama II, con los tres astronautas de la expedición de Rama II atrapados en la nave cilíndrica alienígena viajando hacia el espacio profundo. 
Durante el viaje, Nicole Des Jardins tiene cinco niños de su relación con el astronauta Richard Wakefield y Michael O'Toole: Simone Tiasso Wakefield, Catharine Colin Wakefield, Eleanor Joan Wakefield, Benjamin Ryan O'Toole y Patrick Erin O'Toole. Estos niños luego serán protagonistas en Rama Revelada. Después de un viaje de doce años llegan a la vecindad de la estrella Sirio, donde los ocho pasajeros tienen un encuentro con el Nodo Ramano, y parecen vivir más años en el interior de la nave Rama.
En el Nodo son sujetos a pruebas físiológicas durante un año mientras Rama es reacondicionada. Finalmente son devueltos al sistema solar, esta vez para recoger a dos mil representantes más de la especie humana. Bajo la tapadera de una nueva colonia marciana, la Tierra manda los sujetos y Rama III vuelve con su nueva carga.
Pronto un grupo agresivo de humanos en la nave Rama, toma el control de la colonia humana y comienza una guerra de aniquilación contra una de las razas que ocupa la gigantesca nave espacial. Los astronautas originales y sus hijos se encuentran impotentes para detener el genocidio. El libro termina la víspera de la ejecución de uno de los astronautas originales.

## Libros de la serie
- Cita con Rama (1972)
- Rama II (1989)
- El jardín de Rama (1991)
- Rama Revelada  (1993)

Gentry Lee también escribió otras dos novelas ambientadas en el Universo de Rama.
- Bright Messengers (1996)
- Double Full Moon Night (2000)